# Penepodium hortivagans
Penepodium hortivagans är en biart som först beskrevs av Embrik Strand 1910.  Penepodium hortivagans ingår i släktet Penepodium och familjen grävsteklar. Inga underarter finns listade i Catalogue of Life.